# Зіркоплідник частуховий
Зіркоплідник частуховий, зіркоплідник частуховидний (Damasonium alisma) — вид рослин з родини частухових (Alismataceae), поширений у Європі й західній Азії.

## Опис

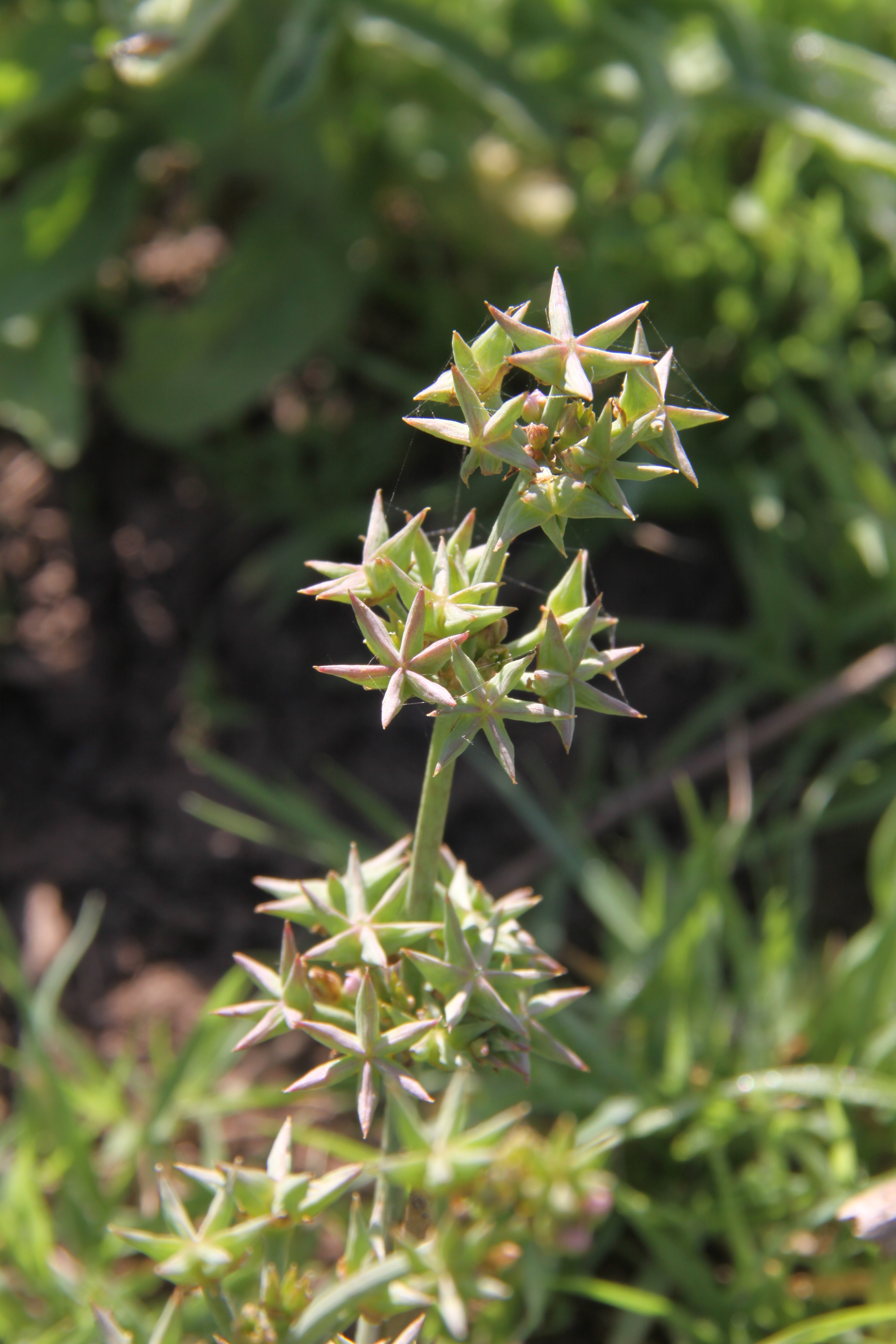
плоди

Багаторічна рослина 10–30 см заввишки. Листки черешкові, довго-яйцюваті або ланцетні. Суцвіття зонтико- або китицеподібне. Квітки білі. Плід збірний, з 6–8 листянок, розташованих зірчасто.
Цвіте у травні. Плодоносить у липні — серпні. Розмножується насінням і вегетативно.

## Поширення
Рослина має сильно розрізнене поширення: Західна Європа (Велика Британія, Франція), Південно-Східна Європа (Україна, південь європейської Росії) і Казахстан; потребують підтвердження повідомлення про поширення в Португалії, Італії, Туреччині, Вірменії.
В Україні зростає у степових подах — на сході Степу, рідко.

## Загрози й охорона
Загрозами є освоєння земель у степовій зоні, в «Асканії-Нова» — витоптування та поїдання тваринами.
Занесений до Червоної книги Україні в статусі «зникаючий». Охороняють в БЗ «Асканія-Нова».